# Stojanče Stoilov
Stojanče Stoilov (født 30. april 1987) er en nordmakedonsk håndboldspiller, som spiller i RK Vardar og for Nordmakedoniens herrehåndboldlandshold.